# 454
454 (CDLIV) var ett normalår som började en fredag i den julianska kalendern.

## Händelser

### September
- 21 september – Under ett möte i det kejserliga tronrummet i Ravenna mördar kejsar Valentinianus III Aëtius.

### Okänt datum
- Gepiderna och hunnerna utkämpar slaget vid Nedao.

## Födda
- Theoderik den store, kung över ostrogoterna.

## Avlidna
- 4 september – Dioscorus av Alexandria, patriark av Alexandria.
- 21 september – Aëtius (mördad).